# Nukui Hayato
Hayato Nukui (温井駿斗 Nukui, Hayato, sinh ngày 16 tháng 10 năm 1996 ở Takatsuki, Osaka) là một cầu thủ bóng đá người Nhật Bản thi đấu cho Tochigi SC.

## Thống kê câu lạc bộ
Cập nhật đến ngày 23 tháng 2 năm 2018.
| Thành tích câu lạc bộ | Thành tích câu lạc bộ | Thành tích câu lạc bộ | Giải vô địch | Giải vô địch | Cúp                   | Cúp                   | Cúp Liên đoàn | Cúp Liên đoàn | Tổng cộng | Tổng cộng |
| Mùa giải              | Câu lạc bộ            | Giải vô địch          | Số trận      | Bàn thắng    | Số trận               | Bàn thắng             | Số trận       | Bàn thắng     | Số trận   | Bàn thắng |
| Nhật Bản              | Nhật Bản              | Nhật Bản              | Giải vô địch | Giải vô địch | Cúp Hoàng đế Nhật Bản | Cúp Hoàng đế Nhật Bản | J. League Cup | J. League Cup | Tổng cộng | Tổng cộng |
| --------------------- | --------------------- | --------------------- | ------------ | ------------ | --------------------- | --------------------- | ------------- | ------------- | --------- | --------- |
| 2014                  | Cerezo Osaka          | J1 League             | 0            | 0            | 0                     | 0                     | 0             | 0             | 0         | 0         |
| 2015                  | Cerezo Osaka          | J2 League             | 0            | 0            | –                     | –                     | –             | –             | 0         | 0         |
| 2015                  | Suzuka Unlimited FC   | JRL (Tokai)           | 5            | 1            | 0                     | 0                     | –             | –             | 5         | 1         |
| 2016                  | Cerezo Osaka          | J2 League             | 0            | 0            | 0                     | 0                     | –             | –             | 0         | 0         |
| 2016                  | U-23 Cerezo Osaka     | J3 League             | 29           | 0            | –                     | –                     | –             | –             | 29        | 0         |
| 2017                  | Cerezo Osaka          | J1 League             | 0            | 0            | 0                     | 0                     | 0             | 0             | 0         | 0         |
| 2017                  | U-23 Cerezo Osaka     | J3 League             | 21           | 1            | –                     | –                     | –             | –             | 21        | 1         |
| Tổng cộng sự nghiệp   | Tổng cộng sự nghiệp   | Tổng cộng sự nghiệp   | 55           | 2            | 0                     | 0                     | 0             | 0             | 55        | 2         |